# Dasineura ericaescopariae
Dasineura ericaescopariae is een muggensoort uit de familie van de galmuggen (Cecidomyiidae). De wetenschappelijke naam van de soort is voor het eerst geldig gepubliceerd in 1837 door Dufour.